# Каспаров — Топалов (1999)
Каспаров — Топалов (англ. Kasparov's Immortal) — шахматная партия, сыгранная на турнире в Вейк-ан-Зее между Гарри Каспаровым и Веселином Топаловым в 1999 году. Партия стала символом турнира, а многими была признана партией тысячелетия, благодаря гениальной комбинации Гарри Каспарова, которая считается самой длинной комбинацией, просчитанной во время игры.

## Анализ
1. e4 d6
2. d4 Nf6
3. Nc3 g6
4. Be3 Bg7

Топалов удивил соперника первым ходом. Была разыграна защита Пирца-Уфимцева, однако Топалов играет обычно сицилианскую защиту. Каспаров также раньше не получал такого ответа. 

5. 
|   | a | b | c | d | e | f | g | h |   |
| - | --- | --- | --- | --- | --- | --- | --- | --- | - |
| 8 | d8 чёрная ладья · h8 чёрная ладья · b7 белая ладья · f7 чёрная пешка · h7 чёрная пешка · g6 чёрная пешка · b5 чёрная пешка · c4 чёрный ферзь · f3 белая пешка · g3 белая пешка · h3 белый слон · b2 белый ферзь · h2 белая пешка · b1 белый король · d1 чёрный король | d8 чёрная ладья · h8 чёрная ладья · b7 белая ладья · f7 чёрная пешка · h7 чёрная пешка · g6 чёрная пешка · b5 чёрная пешка · c4 чёрный ферзь · f3 белая пешка · g3 белая пешка · h3 белый слон · b2 белый ферзь · h2 белая пешка · b1 белый король · d1 чёрный король | d8 чёрная ладья · h8 чёрная ладья · b7 белая ладья · f7 чёрная пешка · h7 чёрная пешка · g6 чёрная пешка · b5 чёрная пешка · c4 чёрный ферзь · f3 белая пешка · g3 белая пешка · h3 белый слон · b2 белый ферзь · h2 белая пешка · b1 белый король · d1 чёрный король | d8 чёрная ладья · h8 чёрная ладья · b7 белая ладья · f7 чёрная пешка · h7 чёрная пешка · g6 чёрная пешка · b5 чёрная пешка · c4 чёрный ферзь · f3 белая пешка · g3 белая пешка · h3 белый слон · b2 белый ферзь · h2 белая пешка · b1 белый король · d1 чёрный король | d8 чёрная ладья · h8 чёрная ладья · b7 белая ладья · f7 чёрная пешка · h7 чёрная пешка · g6 чёрная пешка · b5 чёрная пешка · c4 чёрный ферзь · f3 белая пешка · g3 белая пешка · h3 белый слон · b2 белый ферзь · h2 белая пешка · b1 белый король · d1 чёрный король | d8 чёрная ладья · h8 чёрная ладья · b7 белая ладья · f7 чёрная пешка · h7 чёрная пешка · g6 чёрная пешка · b5 чёрная пешка · c4 чёрный ферзь · f3 белая пешка · g3 белая пешка · h3 белый слон · b2 белый ферзь · h2 белая пешка · b1 белый король · d1 чёрный король | d8 чёрная ладья · h8 чёрная ладья · b7 белая ладья · f7 чёрная пешка · h7 чёрная пешка · g6 чёрная пешка · b5 чёрная пешка · c4 чёрный ферзь · f3 белая пешка · g3 белая пешка · h3 белый слон · b2 белый ферзь · h2 белая пешка · b1 белый король · d1 чёрный король | d8 чёрная ладья · h8 чёрная ладья · b7 белая ладья · f7 чёрная пешка · h7 чёрная пешка · g6 чёрная пешка · b5 чёрная пешка · c4 чёрный ферзь · f3 белая пешка · g3 белая пешка · h3 белый слон · b2 белый ферзь · h2 белая пешка · b1 белый король · d1 чёрный король | 8 |
| 7 | d8 чёрная ладья · h8 чёрная ладья · b7 белая ладья · f7 чёрная пешка · h7 чёрная пешка · g6 чёрная пешка · b5 чёрная пешка · c4 чёрный ферзь · f3 белая пешка · g3 белая пешка · h3 белый слон · b2 белый ферзь · h2 белая пешка · b1 белый король · d1 чёрный король | d8 чёрная ладья · h8 чёрная ладья · b7 белая ладья · f7 чёрная пешка · h7 чёрная пешка · g6 чёрная пешка · b5 чёрная пешка · c4 чёрный ферзь · f3 белая пешка · g3 белая пешка · h3 белый слон · b2 белый ферзь · h2 белая пешка · b1 белый король · d1 чёрный король | d8 чёрная ладья · h8 чёрная ладья · b7 белая ладья · f7 чёрная пешка · h7 чёрная пешка · g6 чёрная пешка · b5 чёрная пешка · c4 чёрный ферзь · f3 белая пешка · g3 белая пешка · h3 белый слон · b2 белый ферзь · h2 белая пешка · b1 белый король · d1 чёрный король | d8 чёрная ладья · h8 чёрная ладья · b7 белая ладья · f7 чёрная пешка · h7 чёрная пешка · g6 чёрная пешка · b5 чёрная пешка · c4 чёрный ферзь · f3 белая пешка · g3 белая пешка · h3 белый слон · b2 белый ферзь · h2 белая пешка · b1 белый король · d1 чёрный король | d8 чёрная ладья · h8 чёрная ладья · b7 белая ладья · f7 чёрная пешка · h7 чёрная пешка · g6 чёрная пешка · b5 чёрная пешка · c4 чёрный ферзь · f3 белая пешка · g3 белая пешка · h3 белый слон · b2 белый ферзь · h2 белая пешка · b1 белый король · d1 чёрный король | d8 чёрная ладья · h8 чёрная ладья · b7 белая ладья · f7 чёрная пешка · h7 чёрная пешка · g6 чёрная пешка · b5 чёрная пешка · c4 чёрный ферзь · f3 белая пешка · g3 белая пешка · h3 белый слон · b2 белый ферзь · h2 белая пешка · b1 белый король · d1 чёрный король | d8 чёрная ладья · h8 чёрная ладья · b7 белая ладья · f7 чёрная пешка · h7 чёрная пешка · g6 чёрная пешка · b5 чёрная пешка · c4 чёрный ферзь · f3 белая пешка · g3 белая пешка · h3 белый слон · b2 белый ферзь · h2 белая пешка · b1 белый король · d1 чёрный король | d8 чёрная ладья · h8 чёрная ладья · b7 белая ладья · f7 чёрная пешка · h7 чёрная пешка · g6 чёрная пешка · b5 чёрная пешка · c4 чёрный ферзь · f3 белая пешка · g3 белая пешка · h3 белый слон · b2 белый ферзь · h2 белая пешка · b1 белый король · d1 чёрный король | 7 |
| 6 | d8 чёрная ладья · h8 чёрная ладья · b7 белая ладья · f7 чёрная пешка · h7 чёрная пешка · g6 чёрная пешка · b5 чёрная пешка · c4 чёрный ферзь · f3 белая пешка · g3 белая пешка · h3 белый слон · b2 белый ферзь · h2 белая пешка · b1 белый король · d1 чёрный король | d8 чёрная ладья · h8 чёрная ладья · b7 белая ладья · f7 чёрная пешка · h7 чёрная пешка · g6 чёрная пешка · b5 чёрная пешка · c4 чёрный ферзь · f3 белая пешка · g3 белая пешка · h3 белый слон · b2 белый ферзь · h2 белая пешка · b1 белый король · d1 чёрный король | d8 чёрная ладья · h8 чёрная ладья · b7 белая ладья · f7 чёрная пешка · h7 чёрная пешка · g6 чёрная пешка · b5 чёрная пешка · c4 чёрный ферзь · f3 белая пешка · g3 белая пешка · h3 белый слон · b2 белый ферзь · h2 белая пешка · b1 белый король · d1 чёрный король | d8 чёрная ладья · h8 чёрная ладья · b7 белая ладья · f7 чёрная пешка · h7 чёрная пешка · g6 чёрная пешка · b5 чёрная пешка · c4 чёрный ферзь · f3 белая пешка · g3 белая пешка · h3 белый слон · b2 белый ферзь · h2 белая пешка · b1 белый король · d1 чёрный король | d8 чёрная ладья · h8 чёрная ладья · b7 белая ладья · f7 чёрная пешка · h7 чёрная пешка · g6 чёрная пешка · b5 чёрная пешка · c4 чёрный ферзь · f3 белая пешка · g3 белая пешка · h3 белый слон · b2 белый ферзь · h2 белая пешка · b1 белый король · d1 чёрный король | d8 чёрная ладья · h8 чёрная ладья · b7 белая ладья · f7 чёрная пешка · h7 чёрная пешка · g6 чёрная пешка · b5 чёрная пешка · c4 чёрный ферзь · f3 белая пешка · g3 белая пешка · h3 белый слон · b2 белый ферзь · h2 белая пешка · b1 белый король · d1 чёрный король | d8 чёрная ладья · h8 чёрная ладья · b7 белая ладья · f7 чёрная пешка · h7 чёрная пешка · g6 чёрная пешка · b5 чёрная пешка · c4 чёрный ферзь · f3 белая пешка · g3 белая пешка · h3 белый слон · b2 белый ферзь · h2 белая пешка · b1 белый король · d1 чёрный король | d8 чёрная ладья · h8 чёрная ладья · b7 белая ладья · f7 чёрная пешка · h7 чёрная пешка · g6 чёрная пешка · b5 чёрная пешка · c4 чёрный ферзь · f3 белая пешка · g3 белая пешка · h3 белый слон · b2 белый ферзь · h2 белая пешка · b1 белый король · d1 чёрный король | 6 |
| 5 | d8 чёрная ладья · h8 чёрная ладья · b7 белая ладья · f7 чёрная пешка · h7 чёрная пешка · g6 чёрная пешка · b5 чёрная пешка · c4 чёрный ферзь · f3 белая пешка · g3 белая пешка · h3 белый слон · b2 белый ферзь · h2 белая пешка · b1 белый король · d1 чёрный король | d8 чёрная ладья · h8 чёрная ладья · b7 белая ладья · f7 чёрная пешка · h7 чёрная пешка · g6 чёрная пешка · b5 чёрная пешка · c4 чёрный ферзь · f3 белая пешка · g3 белая пешка · h3 белый слон · b2 белый ферзь · h2 белая пешка · b1 белый король · d1 чёрный король | d8 чёрная ладья · h8 чёрная ладья · b7 белая ладья · f7 чёрная пешка · h7 чёрная пешка · g6 чёрная пешка · b5 чёрная пешка · c4 чёрный ферзь · f3 белая пешка · g3 белая пешка · h3 белый слон · b2 белый ферзь · h2 белая пешка · b1 белый король · d1 чёрный король | d8 чёрная ладья · h8 чёрная ладья · b7 белая ладья · f7 чёрная пешка · h7 чёрная пешка · g6 чёрная пешка · b5 чёрная пешка · c4 чёрный ферзь · f3 белая пешка · g3 белая пешка · h3 белый слон · b2 белый ферзь · h2 белая пешка · b1 белый король · d1 чёрный король | d8 чёрная ладья · h8 чёрная ладья · b7 белая ладья · f7 чёрная пешка · h7 чёрная пешка · g6 чёрная пешка · b5 чёрная пешка · c4 чёрный ферзь · f3 белая пешка · g3 белая пешка · h3 белый слон · b2 белый ферзь · h2 белая пешка · b1 белый король · d1 чёрный король | d8 чёрная ладья · h8 чёрная ладья · b7 белая ладья · f7 чёрная пешка · h7 чёрная пешка · g6 чёрная пешка · b5 чёрная пешка · c4 чёрный ферзь · f3 белая пешка · g3 белая пешка · h3 белый слон · b2 белый ферзь · h2 белая пешка · b1 белый король · d1 чёрный король | d8 чёрная ладья · h8 чёрная ладья · b7 белая ладья · f7 чёрная пешка · h7 чёрная пешка · g6 чёрная пешка · b5 чёрная пешка · c4 чёрный ферзь · f3 белая пешка · g3 белая пешка · h3 белый слон · b2 белый ферзь · h2 белая пешка · b1 белый король · d1 чёрный король | d8 чёрная ладья · h8 чёрная ладья · b7 белая ладья · f7 чёрная пешка · h7 чёрная пешка · g6 чёрная пешка · b5 чёрная пешка · c4 чёрный ферзь · f3 белая пешка · g3 белая пешка · h3 белый слон · b2 белый ферзь · h2 белая пешка · b1 белый король · d1 чёрный король | 5 |
| 4 | d8 чёрная ладья · h8 чёрная ладья · b7 белая ладья · f7 чёрная пешка · h7 чёрная пешка · g6 чёрная пешка · b5 чёрная пешка · c4 чёрный ферзь · f3 белая пешка · g3 белая пешка · h3 белый слон · b2 белый ферзь · h2 белая пешка · b1 белый король · d1 чёрный король | d8 чёрная ладья · h8 чёрная ладья · b7 белая ладья · f7 чёрная пешка · h7 чёрная пешка · g6 чёрная пешка · b5 чёрная пешка · c4 чёрный ферзь · f3 белая пешка · g3 белая пешка · h3 белый слон · b2 белый ферзь · h2 белая пешка · b1 белый король · d1 чёрный король | d8 чёрная ладья · h8 чёрная ладья · b7 белая ладья · f7 чёрная пешка · h7 чёрная пешка · g6 чёрная пешка · b5 чёрная пешка · c4 чёрный ферзь · f3 белая пешка · g3 белая пешка · h3 белый слон · b2 белый ферзь · h2 белая пешка · b1 белый король · d1 чёрный король | d8 чёрная ладья · h8 чёрная ладья · b7 белая ладья · f7 чёрная пешка · h7 чёрная пешка · g6 чёрная пешка · b5 чёрная пешка · c4 чёрный ферзь · f3 белая пешка · g3 белая пешка · h3 белый слон · b2 белый ферзь · h2 белая пешка · b1 белый король · d1 чёрный король | d8 чёрная ладья · h8 чёрная ладья · b7 белая ладья · f7 чёрная пешка · h7 чёрная пешка · g6 чёрная пешка · b5 чёрная пешка · c4 чёрный ферзь · f3 белая пешка · g3 белая пешка · h3 белый слон · b2 белый ферзь · h2 белая пешка · b1 белый король · d1 чёрный король | d8 чёрная ладья · h8 чёрная ладья · b7 белая ладья · f7 чёрная пешка · h7 чёрная пешка · g6 чёрная пешка · b5 чёрная пешка · c4 чёрный ферзь · f3 белая пешка · g3 белая пешка · h3 белый слон · b2 белый ферзь · h2 белая пешка · b1 белый король · d1 чёрный король | d8 чёрная ладья · h8 чёрная ладья · b7 белая ладья · f7 чёрная пешка · h7 чёрная пешка · g6 чёрная пешка · b5 чёрная пешка · c4 чёрный ферзь · f3 белая пешка · g3 белая пешка · h3 белый слон · b2 белый ферзь · h2 белая пешка · b1 белый король · d1 чёрный король | d8 чёрная ладья · h8 чёрная ладья · b7 белая ладья · f7 чёрная пешка · h7 чёрная пешка · g6 чёрная пешка · b5 чёрная пешка · c4 чёрный ферзь · f3 белая пешка · g3 белая пешка · h3 белый слон · b2 белый ферзь · h2 белая пешка · b1 белый король · d1 чёрный король | 4 |
| 3 | d8 чёрная ладья · h8 чёрная ладья · b7 белая ладья · f7 чёрная пешка · h7 чёрная пешка · g6 чёрная пешка · b5 чёрная пешка · c4 чёрный ферзь · f3 белая пешка · g3 белая пешка · h3 белый слон · b2 белый ферзь · h2 белая пешка · b1 белый король · d1 чёрный король | d8 чёрная ладья · h8 чёрная ладья · b7 белая ладья · f7 чёрная пешка · h7 чёрная пешка · g6 чёрная пешка · b5 чёрная пешка · c4 чёрный ферзь · f3 белая пешка · g3 белая пешка · h3 белый слон · b2 белый ферзь · h2 белая пешка · b1 белый король · d1 чёрный король | d8 чёрная ладья · h8 чёрная ладья · b7 белая ладья · f7 чёрная пешка · h7 чёрная пешка · g6 чёрная пешка · b5 чёрная пешка · c4 чёрный ферзь · f3 белая пешка · g3 белая пешка · h3 белый слон · b2 белый ферзь · h2 белая пешка · b1 белый король · d1 чёрный король | d8 чёрная ладья · h8 чёрная ладья · b7 белая ладья · f7 чёрная пешка · h7 чёрная пешка · g6 чёрная пешка · b5 чёрная пешка · c4 чёрный ферзь · f3 белая пешка · g3 белая пешка · h3 белый слон · b2 белый ферзь · h2 белая пешка · b1 белый король · d1 чёрный король | d8 чёрная ладья · h8 чёрная ладья · b7 белая ладья · f7 чёрная пешка · h7 чёрная пешка · g6 чёрная пешка · b5 чёрная пешка · c4 чёрный ферзь · f3 белая пешка · g3 белая пешка · h3 белый слон · b2 белый ферзь · h2 белая пешка · b1 белый король · d1 чёрный король | d8 чёрная ладья · h8 чёрная ладья · b7 белая ладья · f7 чёрная пешка · h7 чёрная пешка · g6 чёрная пешка · b5 чёрная пешка · c4 чёрный ферзь · f3 белая пешка · g3 белая пешка · h3 белый слон · b2 белый ферзь · h2 белая пешка · b1 белый король · d1 чёрный король | d8 чёрная ладья · h8 чёрная ладья · b7 белая ладья · f7 чёрная пешка · h7 чёрная пешка · g6 чёрная пешка · b5 чёрная пешка · c4 чёрный ферзь · f3 белая пешка · g3 белая пешка · h3 белый слон · b2 белый ферзь · h2 белая пешка · b1 белый король · d1 чёрный король | d8 чёрная ладья · h8 чёрная ладья · b7 белая ладья · f7 чёрная пешка · h7 чёрная пешка · g6 чёрная пешка · b5 чёрная пешка · c4 чёрный ферзь · f3 белая пешка · g3 белая пешка · h3 белый слон · b2 белый ферзь · h2 белая пешка · b1 белый король · d1 чёрный король | 3 |
| 2 | d8 чёрная ладья · h8 чёрная ладья · b7 белая ладья · f7 чёрная пешка · h7 чёрная пешка · g6 чёрная пешка · b5 чёрная пешка · c4 чёрный ферзь · f3 белая пешка · g3 белая пешка · h3 белый слон · b2 белый ферзь · h2 белая пешка · b1 белый король · d1 чёрный король | d8 чёрная ладья · h8 чёрная ладья · b7 белая ладья · f7 чёрная пешка · h7 чёрная пешка · g6 чёрная пешка · b5 чёрная пешка · c4 чёрный ферзь · f3 белая пешка · g3 белая пешка · h3 белый слон · b2 белый ферзь · h2 белая пешка · b1 белый король · d1 чёрный король | d8 чёрная ладья · h8 чёрная ладья · b7 белая ладья · f7 чёрная пешка · h7 чёрная пешка · g6 чёрная пешка · b5 чёрная пешка · c4 чёрный ферзь · f3 белая пешка · g3 белая пешка · h3 белый слон · b2 белый ферзь · h2 белая пешка · b1 белый король · d1 чёрный король | d8 чёрная ладья · h8 чёрная ладья · b7 белая ладья · f7 чёрная пешка · h7 чёрная пешка · g6 чёрная пешка · b5 чёрная пешка · c4 чёрный ферзь · f3 белая пешка · g3 белая пешка · h3 белый слон · b2 белый ферзь · h2 белая пешка · b1 белый король · d1 чёрный король | d8 чёрная ладья · h8 чёрная ладья · b7 белая ладья · f7 чёрная пешка · h7 чёрная пешка · g6 чёрная пешка · b5 чёрная пешка · c4 чёрный ферзь · f3 белая пешка · g3 белая пешка · h3 белый слон · b2 белый ферзь · h2 белая пешка · b1 белый король · d1 чёрный король | d8 чёрная ладья · h8 чёрная ладья · b7 белая ладья · f7 чёрная пешка · h7 чёрная пешка · g6 чёрная пешка · b5 чёрная пешка · c4 чёрный ферзь · f3 белая пешка · g3 белая пешка · h3 белый слон · b2 белый ферзь · h2 белая пешка · b1 белый король · d1 чёрный король | d8 чёрная ладья · h8 чёрная ладья · b7 белая ладья · f7 чёрная пешка · h7 чёрная пешка · g6 чёрная пешка · b5 чёрная пешка · c4 чёрный ферзь · f3 белая пешка · g3 белая пешка · h3 белый слон · b2 белый ферзь · h2 белая пешка · b1 белый король · d1 чёрный король | d8 чёрная ладья · h8 чёрная ладья · b7 белая ладья · f7 чёрная пешка · h7 чёрная пешка · g6 чёрная пешка · b5 чёрная пешка · c4 чёрный ферзь · f3 белая пешка · g3 белая пешка · h3 белый слон · b2 белый ферзь · h2 белая пешка · b1 белый король · d1 чёрный король | 2 |
| 1 | d8 чёрная ладья · h8 чёрная ладья · b7 белая ладья · f7 чёрная пешка · h7 чёрная пешка · g6 чёрная пешка · b5 чёрная пешка · c4 чёрный ферзь · f3 белая пешка · g3 белая пешка · h3 белый слон · b2 белый ферзь · h2 белая пешка · b1 белый король · d1 чёрный король | d8 чёрная ладья · h8 чёрная ладья · b7 белая ладья · f7 чёрная пешка · h7 чёрная пешка · g6 чёрная пешка · b5 чёрная пешка · c4 чёрный ферзь · f3 белая пешка · g3 белая пешка · h3 белый слон · b2 белый ферзь · h2 белая пешка · b1 белый король · d1 чёрный король | d8 чёрная ладья · h8 чёрная ладья · b7 белая ладья · f7 чёрная пешка · h7 чёрная пешка · g6 чёрная пешка · b5 чёрная пешка · c4 чёрный ферзь · f3 белая пешка · g3 белая пешка · h3 белый слон · b2 белый ферзь · h2 белая пешка · b1 белый король · d1 чёрный король | d8 чёрная ладья · h8 чёрная ладья · b7 белая ладья · f7 чёрная пешка · h7 чёрная пешка · g6 чёрная пешка · b5 чёрная пешка · c4 чёрный ферзь · f3 белая пешка · g3 белая пешка · h3 белый слон · b2 белый ферзь · h2 белая пешка · b1 белый король · d1 чёрный король | d8 чёрная ладья · h8 чёрная ладья · b7 белая ладья · f7 чёрная пешка · h7 чёрная пешка · g6 чёрная пешка · b5 чёрная пешка · c4 чёрный ферзь · f3 белая пешка · g3 белая пешка · h3 белый слон · b2 белый ферзь · h2 белая пешка · b1 белый король · d1 чёрный король | d8 чёрная ладья · h8 чёрная ладья · b7 белая ладья · f7 чёрная пешка · h7 чёрная пешка · g6 чёрная пешка · b5 чёрная пешка · c4 чёрный ферзь · f3 белая пешка · g3 белая пешка · h3 белый слон · b2 белый ферзь · h2 белая пешка · b1 белый король · d1 чёрный король | d8 чёрная ладья · h8 чёрная ладья · b7 белая ладья · f7 чёрная пешка · h7 чёрная пешка · g6 чёрная пешка · b5 чёрная пешка · c4 чёрный ферзь · f3 белая пешка · g3 белая пешка · h3 белый слон · b2 белый ферзь · h2 белая пешка · b1 белый король · d1 чёрный король | d8 чёрная ладья · h8 чёрная ладья · b7 белая ладья · f7 чёрная пешка · h7 чёрная пешка · g6 чёрная пешка · b5 чёрная пешка · c4 чёрный ферзь · f3 белая пешка · g3 белая пешка · h3 белый слон · b2 белый ферзь · h2 белая пешка · b1 белый король · d1 чёрный король | 1 |
|   | a | b | c | d | e | f | g | h |   |

## Реакция
Лучшая партия 1999 года по версии журнала Šahovski informator, является одной из самых знаменитых партий в истории шахмат.
Г. К. Каспаров:
«Редкая комбинация — возможно, наиболее блестящая в моей шахматной карьере».
Х. Рее:
«Те, кому удалось присутствовать на этой партии, будут рассказывать о ней своим детям и внукам, и рассказы эти будут продолжаться, пока живы шахматы!».
Для Каспарова этот турнир был первым после 11-месячного перерыва. В первом туре он сыграл вничью с Иванчуком, а затем одержал 7 побед подряд, одна из которых была над Топаловым.